# Città di Casale
El Città di Casale es un club de fútbol de Italia, con sede en Casale Monferrato, en la región de Piamonte. Fue fundado en 1919 y refundado en varias ocasiones. Compite en la Promozione Piemonte-Valle d'Aosta, sexta categoría del fútbol italiano.

## Historia
El 17 de diciembre de 1909 fue fundado el Casale Foot Ball Club, siendo presidente Raffaele Jaffe. El 13 de mayo de 1913 se convirtió en el primer equipo italiano en vencer a un equipo profesional de Inglaterra cuando venció al Reading F.C. 2-1. En la temporada 1913/14 gana su primer y único scudetto. No juegan en la Serie A desde 1934. 

## Estadio
El Casale disputa sus partidos de local en el Estadio Natale Palli, con capacidad para 5600 personas.

## Palmarés

### Torneos nacionales
- Serie A (1): 1913-14
- Serie B (1): 1929-30
- Copa Aldo Fiorini (1): 1943
- Copa Italia de Aficionados (1): 1998-99

### Torneos interregionales
- Serie C (2): 1937-38 (Grupo C), 1947-48 (Grupo D)
- Serie C2 (1): 1988-89 (Grupo A)
- Serie D (2): 1973-74 (Grupo A), 2003-04 (Grupo A)
- Campionato Interregionale (1): 1985-86 (Grupo A)

### Torneos regionales
- Terza Categoria Piemonte (1): 1909-10
- Prima Divisione (1): 1936-37 (Grupo C)
- Eccellenza Piemonte-Valle d'Aosta (1): 2015-16 (Grupo B)